# This Is Where I Leave You
This Is Where I Leave You è un film del 2014 diretto da Shawn Levy.
Il film è basato sul romanzo Portami a casa (This Is Where I Leave You) di Jonathan Tropper, che ha curato anche la sceneggiatura.

## Trama
La vita di Judd Altman è appena andata in pezzi: ha sorpreso la moglie Quinn a letto con Wade, il suo capo. Poco dopo questo evento, Judd riceve una telefonata da sua sorella Wendy, che gli comunica che il padre è morto in seguito a una lunga malattia. Gli Altman si riuniscono così per il funerale del capofamiglia e scoprono che nelle sue ultime volontà ha richiesto che venga celebrata la shiva, un periodo di lutto in cui per sette giorni l'intera famiglia dovrà stare sotto lo stesso tetto ricevendo parenti e amici per le condoglianze. La convivenza forzata tra i quattro fratelli e la madre porta ben presto a galla antichi dissapori e segreti inconfessabili.

## Produzione
Le riprese del film si sono svolte interamente a New York nel maggio 2013.

## Distribuzione
Il film è stato presentato in anteprima al Toronto International Film Festival il 7 settembre 2014. È stato poi distribuito nelle sale cinematografiche statunitensi il 19 settembre 2014.

## Differenze tra libro e film
- Nel romanzo, il cognome della famiglia in lutto è Foxman. Il cognome fu cambiato in Altman dopo le difficoltà riscontrate nell'ottenere le autorizzazioni legali per l'utilizzo del cognome[3].